# Pseudamycus canescens
Pseudamycus canescens là một loài nhện trong họ Salticidae.
Loài này thuộc chi Pseudamycus. Pseudamycus canescens được Eugène Simon miêu tả năm 1899.